# HMS Sheldrake (1806)
Pour les autres navires du même nom, voir HMS Sheldrake.

Plan du navire, signé 1805.

Le HMS Sheldrake est un brick britannique comportant 16 canons qui fut employé durant les guerres napoléoniennes. Il fut construit à Hythe en 1806 et combattit à la bataille d'Anholt. Il stationna à l'embouchure de la Loire en 1814 après la première abdication de Napoléon Ier pour empêcher que celui-ci tente de s'échapper en Amérique. Il fut finalement vendu en 1816.
Comme tous les navires de sa classe, il est armé de 16 caronades de 24 livres et de 2 canons de 6 livres en chasse. Son équipage est de 95 hommes.

## Sources
- (en) Cet article est partiellement ou en totalité issu de l’article de Wikipédia en anglais intitulé « HMS Sheldrake (1806) » (voir la liste des auteurs).

1. ↑  Voir Seagull class brig-sloop (en).
2. ↑  C'est-à-dire qu'ils sont placés à l'avant pour tirer sur un adversaire pris en chasse.